# Senne van de Velde
Senne van de Velde (Hilversum, 24 juni 2005) is een Nederlands voetbalster die uitkomt voor PEC Zwolle in de Eredivisie.

## Clubcarrière
In 2021 maakte Van de Velde de overstap van haar amateurvoetbalclub PVCV Vleuten naar het beloftenteam van Eredivisionist PEC Zwolle. Na een aantal keren op de bank te hebben gezeten bij de hoofdmacht mocht ze op 8 mei 2022 haar officiële wedstrijddebuut maken tegen Ajax. Ze werd in de 85e minuut in het veld gebracht voor Jeva Walk. Na twee seizoenen in de hoofdmacht maakte ze de overstap naar het (op-)nieuw opgerichte FC Utrecht. Op 7 juni 2024 keerde Van de Velde na één seizoen alweer terug bij PEC Zwolle. In Zwolle tekende ze een contract tot medio 2026.

### Carrièrestatistieken
| Seizoen                         | Club            | Land            | Competitie      | Competitie | Competitie | Beker | Beker | Internationaal | Internationaal | Overig | Overig | Totaal | Totaal |
| Seizoen                         | Club            | Land            | Competitie      | Wed.       | Dlp.       | Wed.  | Dlp.  | Wed.           | Dlp.           | Wed.   | Dlp.   | Wed.   | Dlp.   |
| ------------------------------- | --------------- | --------------- | --------------- | ---------- | ---------- | ----- | ----- | -------------- | -------------- | ------ | ------ | ------ | ------ |
| 2021/22                         | PEC Zwolle      | Nederland       | Eredivisie      | 1          | 0          | 0     | 0     | –              | –              | –      | –      | 1      | 0      |
| 2022/23                         | PEC Zwolle      | Nederland       | Eredivisie      | 19         | 0          | 0     | 0     | –              | –              | –      | –      | 19     | 0      |
| 2023/24                         | FC Utrecht      | Nederland       | Eredivisie      | 8          | 0          | 2     | 1     | –              | –              | –      | –      | 10     | 1      |
| 2024/25                         | PEC Zwolle      | Nederland       | Eredivisie      | 11         | 0          | 0     | 0     | –              | –              | 0      | 0      | 11     | 0      |
| Carrière totaal                 | Carrière totaal | Carrière totaal | Carrière totaal | 39         | 0          | 2     | 1     | 0              | 0              | 0      | 0      | 41     | 1      |
| Bijgewerkt tot 22 december 2024 |                 |                 |                 |            |            |       |       |                |                |        |        |        |        |

## Interlandcarrière

### Nederland onder 19
Op 16 februari 2023 debuteerde Van de Velde bij het Nederland –19 in een vriendschappelijke wedstrijd tegen Zwitserland –19 (3–0).
| Interlands van Senne van de Velde | Interlands van Senne van de Velde | Interlands van Senne van de Velde | Interlands van Senne van de Velde | Interlands van Senne van de Velde | Interlands van Senne van de Velde |
| №                                 | Datum                             | Wedstrijd                         | Uitslag                           | Soort wedstrijd                   | Doelpunten                        |
| Als speelster bij PEC Zwolle      | Als speelster bij PEC Zwolle      | Als speelster bij PEC Zwolle      | Als speelster bij PEC Zwolle      | Als speelster bij PEC Zwolle      | Als speelster bij PEC Zwolle      |
| --------------------------------- | --------------------------------- | --------------------------------- | --------------------------------- | --------------------------------- | --------------------------------- |
| 1.                                | 16 februari 2023                  | Nederland – Zwitserland           | 2 – 0                             | Vriendschappelijk                 | 0                                 |
| 2.                                | 21 februari 2023                  | Nederland – Spanje                | 2 – 1                             | Vriendschappelijk                 | 0                                 |

### Nederland onder 17
Op 8 september 2021 debuteerde Van de Velde bij het Nederland –17 in een vriendschappelijke wedstrijd tegen België –17 (3–0).
| Interlands van Senne van de Velde | Interlands van Senne van de Velde | Interlands van Senne van de Velde | Interlands van Senne van de Velde | Interlands van Senne van de Velde | Interlands van Senne van de Velde |
| №                                 | Datum                             | Wedstrijd                         | Uitslag                           | Soort wedstrijd                   | Doelpunten                        |
| Als speelster bij PEC Zwolle      | Als speelster bij PEC Zwolle      | Als speelster bij PEC Zwolle      | Als speelster bij PEC Zwolle      | Als speelster bij PEC Zwolle      | Als speelster bij PEC Zwolle      |
| --------------------------------- | --------------------------------- | --------------------------------- | --------------------------------- | --------------------------------- | --------------------------------- |
| 1.                                | 8 september 2021                  | België – Nederland                | 0 – 3                             | Vriendschappelijk                 | 0                                 |

### Nederland onder 16
Op 6 juli 2021 debuteerde Van de Velde bij het Nederland –16 in een vriendschappelijke wedstrijd tegen Denemarken –16 (4–0).
| Interlands van Senne van de Velde | Interlands van Senne van de Velde | Interlands van Senne van de Velde | Interlands van Senne van de Velde | Interlands van Senne van de Velde | Interlands van Senne van de Velde |
| №                                 | Datum                             | Wedstrijd                         | Uitslag                           | Soort wedstrijd                   | Doelpunten                        |
| Als speelster bij PEC Zwolle      | Als speelster bij PEC Zwolle      | Als speelster bij PEC Zwolle      | Als speelster bij PEC Zwolle      | Als speelster bij PEC Zwolle      | Als speelster bij PEC Zwolle      |
| --------------------------------- | --------------------------------- | --------------------------------- | --------------------------------- | --------------------------------- | --------------------------------- |
| 1.                                | 6 juli 2021                       | Denemarken – Nederland            | 0 – 4                             | Vriendschappelijk                 | 0                                 |
| 2.                                | 9 juli 2021                       | Faeröer – Nederland               | 0 – 5                             | Vriendschappelijk                 | 0                                 |